# Mulher sentada junto de uma janela
Mulher sentada junto de uma janela (em francês Femme assise pres d’une fenetre) é um óleo sobre tela, elaborado por Pablo Picasso em 1932 no seu estúdio de Boisgeloup, perto de Paris, medindo 146 cm × 114 cm.
O quadro representa a amante de Picasso Marie-Thérèse Walter.
A obra foi leiloado em Londres no dia 05 de fevereiro de 2013 pela leiloeira Sotheby's por 28,6 milhões de libras (32,9 milhões de euros), abaixo do preço máximo previsto que era de 35 milhões de libras (entre 31,2 e 43,7 milhões de euros).